# Solo (pel·lícula de 2023)
Solo és una pel·lícula de drama romàntic canadenca de 2023, escrita i dirigida per Sophie Dupuis. La pel·lícula és protagonitzada per Théodore Pellerin com a Simon, una jove drag queen emergent a Montreal que es veu atraïda per un romanç apassionat però complicat amb Olivier (Félix Maritaud), mentre navega simultàniament en una reunió amb la seva mare separada Claire (Anne-Marie Cadieux), a qui no ha vist des que va deixar el Canadà 15 anys abans per perseguir la seva carrera com a cantant d'òpera.
El repartiment de la pel·lícula també inclou Jean Marchand, Vlad Alexis, Tommy Joubert, Alice Moreault i Marc-André Leclair. La seva banda sonora inclou música de ABBA, Chaka Khan, Marie Davidson, CRi, Donna Summer, Dominique Fils-Aimé, Alma Faye Brooks, Filippin & Runah, Sophie Ellis-Bextor i Mitsou.

## Repartiment
- Théodore Pellerin : Simon
- Félix Maritaud : Olivier
- Anne-Marie Cadieux : Claire
- Jean Marchand
- Vlad Alexis
- Tommy Joubert
- Alice Moreault
- Marc-André Leclair

## Producció
La pel·lícula va entrar en producció l'any 2022, sota el títol provisional Drag. Dupuis ha reconegut el risc que la pel·lícula pugui ser controvertida en el clima polític contemporani al voltant de la legitimitat de l'arrossegament, però ha descrit la pel·lícula com un "gest de activisme" en defensa de l'art.
Dupuis ha descrit el seu procés de direcció com un procés en què no presenta un guió acabat al principi, sinó que treballa àmpliament amb els seus actors per "assajar molt i aportar noves idees, proposar, deconstruir alguna cosa, potser fer una pluja d'idees amb mi, i reescriure" abans d'arribar al guió final.
Pellerin va assenyalar en una entrevista al programa de tertúlia de CBC Gem Here & Queer que després que la producció conclogués a Chien de garde, Dupuis li va preguntar si hi havia algun paper en particular que li interessaria interpretar en el futur, i va dir una drag queen.

## Distribució
La pel·lícula es va estrenar al Festival Internacional de Cinema de Toronto de 2023, i projectada com a pel·lícula d'obertura del Festival de Cinema de la Ciutat de Quebec de 2023, abans de sortir comercialment el setembre de 2023. Va ser adquirit per als EUA. distribuït per Music Box Films i s'estrenarà en sales limitades el maig de 2024.

## Resposta crítica
Al lloc web de l'agregador de ressenyes Rotten Tomatoes, el 94% de les ressenyes de 35 crítics són positives, amb una valoració mitjana de 8,1/10 Metacritic, que utilitza una mitjana ponderada, va assignar a la pel·lícula una puntuació de 75 sobre 100, basada en 8 crítics, indicant crítiques "generalment favorables".
Allan Hunter de Screen Daily va descriure la pel·lícula com a elements de Tot sobre Eva, Nit d'estrena i Passages, escrivint que "Dupuis està ben servida pels seus actors. Els personatges femenins generalment tenen menys impacte, però Alice Moreault aprofita al màxim la lleial Maude ja que es veu obligada a fer d’espectadora indefensa davant la creixent infelicitat del seu germà. Felix Maritaud dóna a l'Olivier un encant lleuger i seductor que sempre es pot encendre si és al seu avantatge. També aporta l'aire cansat d'algú que només vol una relació segons els seus termes i no patirà ni desafiaments ni rabietes. Recentment vist com el fill de Beau a En Beau té por (2023), el prolífic Pellerin està perfectament interpretant Simon. Tots els braços del molí de vent i el cor ferit, la seva confiança superficial com a Glory Gore és diferent de les vulnerabilitats que revela com algú incapaç de creure que és totalment digne d'amor."
La pel·lícula va ser nominada a la llista anual del Canada's Top Ten del TIFF per al 2023.

## Premis
| Premi                                              | Data de cerimònia     | Categoria                                                  | Receptor(s)                                        | Resultat  | Ref(s) |
| -------------------------------------------------- | --------------------- | ---------------------------------------------------------- | -------------------------------------------------- | --------- | ------ |
| Festival Internacional de Cinema de Toronto        | setembre de 2023      | Millor pel·lícula canadenca                                | Sophie Dupuis                                      | Guanyador | [ 14 ] |
| Associació de Crítics de Cinema de Toronto         | 2023                  | Premi Rogers a la millor pel·lícula canadenca              | Sophie Dupuis                                      | Nominat   | [ 15 ] |
| Associació de Crítics de Cinema de Toronto         | 2023                  | Rendiment excepcional en una pel·lícula canadenca          | Théodore Pellerin                                  | Nominat   | [ 15 ] |
| Cercle de Crítics de Cinema de Vancouver           | 2023                  | Millor actor en una pel·lícula canadenca                   | Théodore Pellerin                                  | Nominat   | [ 16 ] |
| Canadian Screen Awards                             | Maig de 2024          | Millor pel·lícula                                          | Étienne Hansez                                     | Nominat   | [ 17 ] |
| Canadian Screen Awards                             | Maig de 2024          | Millor director                                            | Sophie Dupuis                                      | Nominat   | [ 17 ] |
| Canadian Screen Awards                             | Maig de 2024          | Millor interpretació principal en una pel·lícula dramàtica | Théodore Pellerin                                  | Nominat   | [ 17 ] |
| Canadian Screen Awards                             | Maig de 2024          | Millor fotografia                                          | Mathieu Laverdière                                 | Nominat   | [ 17 ] |
| Prix Iris                                          | 8 de desembre de 2024 | Millor pel·lícula                                          | Étienne Hansez                                     | Pendent   | [ 18 ] |
| Prix Iris                                          | 8 de desembre de 2024 | Millor Director                                            | Sophie Dupuis                                      | Pendent   | [ 18 ] |
| Prix Iris                                          | 8 de desembre de 2024 | Millor Actor                                               | Théodore Pellerin                                  | Pendent   | [ 18 ] |
| Prix Iris                                          | 8 de desembre de 2024 | Millor Vestuari                                            | Cédric Quenneville                                 | Pendent   | [ 18 ] |
| Prix Iris                                          | 8 de desembre de 2024 | Millor fotografia                                          | Mathieu Laverdière                                 | Pendent   | [ 18 ] |
| Prix Iris                                          | 8 de desembre de 2024 | Millor edició                                              | Marie-Pier Dupuis, Dominique Fortin, Maxim Rheault | Pendent   | [ 18 ] |
| Prix Iris                                          | 8 de desembre de 2024 | Millor música original                                     | Charles Lavoie                                     | Pendent   | [ 18 ] |
| Prix Iris                                          | 8 de desembre de 2024 | Millor So                                                  | Patrice LeBlanc, Luc Boudrias, Jean Camden         | Pendent   | [ 18 ] |
| Prix Iris                                          | 8 de desembre de 2024 | Millor perruqueria                                         | Nermin Grbic                                       | Pendent   | [ 18 ] |
| Prix Iris                                          | 8 de desembre de 2024 | Millor maquillatge                                         | Marie Salvado                                      | Pendent   | [ 18 ] |
| Fire!! Mostra Internacional de Cinema Gai i Lesbià | 2024                  | Millor pel·lícula (Premi del Públic)                       | Solo                                               | Guanyador | [ 19 ] |